# Fajzabad (dystrykt)
Fajzabad – powiat znajdujący się we wschodniej części prowincji Dżozdżan, w Afganistan. Graniczy na zachodzie z powiatem Akcza na północy z powiatem Mardijan oraz na wschodzie z prowincją Balch i na południu z prowincja Sar-e Pol. Zamieszkiwany przez 36 800 mieszkańców (2006). Stolica powiatu nosi te samą nazwę Fajzabad. Przez powiat przebiega szlak drogowy podstawowy dla północy kraju Szeberghan-Mazar-e Szarif.

## Mapa powiatu
- Powiat Fayzabad na mapie AIMS. aims.org.af. [zarchiwizowane z tego adresu (2006-03-15)].